# Alexandromenia crassa
Alexandromenia crassa är en blötdjursart som beskrevs av Nils Hjalmar Odhner 1921. Alexandromenia crassa ingår i släktet Alexandromenia och familjen Amphimeniidae. Inga underarter finns listade i Catalogue of Life.